# Trachypholis
Genre
Trachypholis est un genre d'insectes coléoptères de la famille des Zopheridae.

## Taxonomie
Selon la classification de Hallan, où les Zopheridae sont gérés par Michael A. Ivie, le genre compte 16 espèces réparties en sept sous-genres de la façon suivante[réf. nécessaire] :
- Trachypholis (Achorites) Grouvelle, 1911
  - Trachypholis magna (Grouvelle, 1911)
- Trachypholis (Anovonus) Grouvelle, 1911
  - Trachypholis bouchardi (Grouvelle, 1911)
- Trachypholis (Chorites) Pascoe, 1860
  - Trachypholis aspis (Pascoe, 1860)
  - Trachypholis curtus (Grouvelle, 1908)
- Trachypholis (Labromimus) Sharp, 1886
  - Trachypholis variegatus (Sharp, 1886)
- Trachypholis (Microvonus) Sharp, 1886
  - Trachypholis equalidus (Sharp, 1885)
  - Trachypholis squalidus (Sharp, 1886)
- Trachypholis (Optis) Pascoe, 1885
  - Trachypholis bicarinata (Pascoe, 1885)
- Trachypholis (Trachypholis) Erichson, 1845
  - Trachypholis bowringii (Wollaston, 1862)
  - Trachypholis chinensis Slipinski, 1985
  - Trachypholis cinerea Dajoz, 1975
  - Trachypholis dorri Fairmaire, 1884:xlvi
  - Trachypholis hispidum (nl) (Weber, 1801)
  - Trachypholis luteonigra Dajoz, 1975
  - Trachypholis okinawensis Nakane, 1991
  - Trachypholis proximo Dajoz, 1975